# Xá Nhè
Xá Nhè là một xã thuộc huyện Tủa Chùa, tỉnh Điện Biên, Việt Nam.

## Địa lý
Xã Xá Nhè nằm ở phía nam huyện Tủa Chùa, có vị trí địa lý:
- Phía đông giáp xã Mường Đun
- Phía tây giáp xã Sính Phình và xã Mường Báng
- Phía nam giáp huyện Tủa Chùa
- Phía bắc giáp xã Tủa Thàng.

Xã Xá Nhè có diện tích 61,17 km², dân số năm 2022 là 7.369 người, mật độ dân số đạt 120 người/km².

## Hành chính
Xã Xá Nhè được chia thành 9 thôn: Pàng Dề A1, Pàng Dề B, Pàng Nhang, Phiêng Quảng, Sính Sủ 1, Sính Sủ 2, Sông A, Tỉnh B, Trung Dù và 3 bản: Hẹ, Lịch 1, Lịch 2.

## Lịch sử
Ngày 15 tháng 12 năm 1977, Hội đồng Chính phủ ban hành Quyết định số 328-CP về việc xã Xá Nhè (Sáng Nhè) thuộc huyện Tuần Giáo vào huyện Tủa Chùa quản lý.
Ngày 6 tháng 12 năm 2019, HĐND tỉnh Điện Biên ban hành Nghị quyết số 148/NQ-HĐND về việc:
- Thành lập Bản Hẹ trên cơ sở Bản Hẹ I và Bản Hẹ II.
- Thành lập thôn Sông A trên cơ sở thôn Sông A1 và thôn Sông A2.
- Sáp nhập thôn Pàng Dê A2 vào thôn Pàng Nhang.

## Du lịch
Động Xá Nhè là hang động dạng karst trong núi đá vôi ở bản Pàng Dề A1. Động được Bộ Văn hóa, Thể thao và Du lịch xếp hạng danh lam thắng cảnh cấp quốc gia ngày 10/3/2014.